# Fokarium

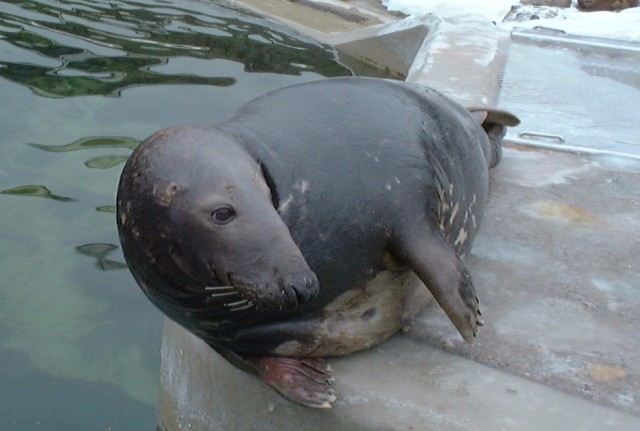
Foka w Fokarium Stacji Morskiej Instytutu Oceanografii Uniwersytetu Gdańskiego w Helu

Fokarium – ośrodek badawczy, którego celem jest odtworzenie zagrożonych gatunków fok.
Przeważnie fokarium składa się z budynków laboratoryjnych i szpitaliku, kilku dużych basenów z wodą morską, kilku małych basenów, które służą dla młodych lub chorych fok i specjalnych izolatek.
W Polsce funkcjonuje fokarium Stacji Morskiej Instytutu Oceanografii Uniwersytetu Gdańskiego – Fokarium w Helu.